# Điện Mặt Trời Cẩm Hòa
Điện Mặt Trời Cẩm Hòa là nhà máy điện Mặt Trời xây dựng trên vùng đất xã Cẩm Hòa huyện Cẩm Xuyên tỉnh Hà Tĩnh, Việt Nam. Điện Mặt Trời Cẩm Hòa có công suất lắp máy 50 MWp, khởi công tháng 1 năm 2019, hoàn thành tháng 6 năm 2019.
Điện Mặt Trời Cẩm Hòa là dự án điện Mặt Trời đầu tiên của tỉnh Hà Tĩnh. Nhà máy có diện tích công tác 50 ha. Chủ đầu tư là Công ty CP Tập đoàn Hoành Sơn Hà Tĩnh.